# Tokihiko Higuchi
Pour les articles homonymes, voir Higuchi.
Tokihiko Higuchi (né le 10 juin 1941) est un joueur japonais de volley-ball. Il participe aux Jeux olympiques d'été de 1964 et remporte la médaille de bronze de la compétition.

## Palmarès

### Jeux olympiques
- Jeux olympiques de 1964 à Tokyo,  Japon
  -  Médaille de bronze.